# Ляжино
Ляжино (бел. Ляжына) — деревня в Березинском районе Минской области Белоруссии. Входит в состав Березинского сельсовета.

## География
Деревня находится в восточной части Минской области, к западу от реки Жорновки, при автодороге Н-8004, на расстоянии приблизительно 12 километров (по прямой) к северо-западу от города Березино, административного центра района. Абсолютная высота — 166 метров над уровнем моря. Площадь населённого пункта — 0,1304 км².

## История
В 1897 году входила в состав Игуменского уезда Минской губернии, насчитывалось 10 дворов и 92 жителя.
По состоянию на 1909 год, в Ляжине имелось 11 дворов и проживало 93 человека. В административном отношении деревня входила в состав Беличанской волости.
В 1930 году, в ходе проведения коллективизации, был образован колхоз «Ленинский путь».
До 21 декабря 2007 года входила в состав Ляжинского сельсовета. До 28 мая 2013 года в составе Ушанского сельсовета.

## Население
По данным переписи 2019 года, в деревне проживало 5 человек.
| Год  | Население, человек |
| ---- | ------------------ |
| 1897 | 92                 |
| 1909 | ↗ 93               |
| 1917 | ↘ 90               |
| 1960 | ↗ 135              |
| 2003 | ↘ 37               |
| 2008 | ↘ 28               |
| 2009 | ↘ 13               |
| 2019 | ↘ 3                |